# Главица (Приједор)
Главица је новоизграђено избјегличко насеље у Приједору.

## Географија
Смјештено је на некадашњем земљишту складишта касарне Жарко Згоњанин. Познато је по традиционалној илинданској Штрапаријади, те сточној пијаци, која се одржава сваког петка.

## Становништво
Насеље броји око 100 домаћинстава и припада мјесној заједници Др Младен Стојановић.